# Liste der Kulturdenkmale in Sangerhausen
In der Liste der Kulturdenkmale in Sangerhausen sind alle Kulturdenkmale der Stadt Sangerhausen und ihrer Ortsteile aufgelistet. Grundlage ist das Denkmalverzeichnis des Landes Sachsen-Anhalt, das auf Basis des Denkmalschutzgesetzes des Landes Sachsen-Anhalt vom 21. Oktober 1991 durch das Landesamt für Denkmalpflege und Archäologie Sachsen-Anhalt erstellt und seither laufend ergänzt wurde (Stand: 31. Dezember 2024).

## Kulturdenkmale nach Ortsteilen

### Sangerhausen
| Lage | Bezeichnung                 | Beschreibung                                                                               | Erfassungs- nummer | Ausweisungsart                              | Bild               |
| --- | --------------------------- | ------------------------------------------------------------------------------------------ | ------------------ | ------------------------------------------- | ------------------ |
| (Karte) | Mundloch                    | Segen-Gottes-Stollen                                                                       | 094 83482          | Baudenkmal                                  | BW                 |
| Koordinaten fehlen! Hilf mit. | Stellwerk                   | Stellwerk 2024 als Denkmal ausgewiesen                                                     | 094 19978          | Baudenkmal                                  |                    |
| von der Gemarkung Emseloh bis ins Stadtgebiet Sangerhausen führend (Karte) | Wasserleitung               | Röhrgraben                                                                                 | 094 84366          | Baudenkmal                                  | BW                 |
| Alban-Hess-Straße 8 | Vereinshaus                 | Vereinshaus 2022 als Baudenkmal ausgewiesen.                                               | 094 18877          | Baudenkmal                                  |                    |
| Alte Magdeburger Straße 1, 2, 3, 4, 5, 6, 7, 8, 9, 10, 11, 12, 13, 14, 15, 16, 17, 18, 19, 21, 23, 25, 27, 29, 31, 33, 35 (Karte)                                                                                               | Straßenzug                  |                                                                                            | 094 84114          | Denkmalbereich                              | Weitere Bilder     |
| Alte Magdeburger Straße 2, 4, 6, 8, 10, 12, 14, 16, Ulrichstraße 1 (Karte) | Straßenzeile                |                                                                                            | 094 81522          | Denkmalbereich                              | Weitere Bilder     |
| Alte Magdeburger Straße 6 (Karte) | Wohnhaus                    |                                                                                            | 094 84116          | Baudenkmal                                  | Weitere Bilder     |
| Alte Magdeburger Straße 9 (Karte) | Wohnhaus                    |                                                                                            | 094 81537          | Baudenkmal                                  | Weitere Bilder     |
| Alte Promenade 4 (Karte) | Schule                      | Goethe-Schule                                                                              | 094 81529          | Baudenkmal                                  | BW                 |
| Alte Promenade 6 (Karte) | Wohnhaus                    |                                                                                            | 094 81539          | Baudenkmal                                  | BW                 |
| Alte Promenade 24 (Karte) | Wohnhaus                    |                                                                                            | 094 84032          | Baudenkmal                                  | BW                 |
| Alte Promenade 46 (Karte) | Villa                       |                                                                                            | 094 81525          | Baudenkmal                                  | BW                 |
| Alte Promenade 47a (Karte) | Wohnhaus                    |                                                                                            | 094 81526          | Baudenkmal                                  | BW                 |
| Alte Promenade, An der Gonna, Friedrich-Schmidt-Straße, Georgenpromenade, Grauengasse, Hinter dem Harz, Husarenpförtchen, Klosterplatz, Kylische Straße, Magdeburger Straße, Schulgasse, Selleriefleck, Wassertorstraße (Karte) | Stadtmauer                  |                                                                                            | 094 84006          | Baudenkmal                                  | Weitere Bilder     |
| Altendorf 20 (Karte) | Wohnhaus                    |                                                                                            | 094 84098          | Baudenkmal                                  | BW                 |
| Alter Markt 1, 1a, 2, 3, 4, 5, 5a, 6, 7, 8, 10, 12, 14, 16, 18, 20, 22, 24, 28, 30, 32, 32a (Karte) | Platz                       |                                                                                            | 094 84007          | Denkmalbereich                              | Weitere Bilder     |
| Alter Markt 2 (Karte) | Ackerbürgerhof              |                                                                                            | 094 84010          | Baudenkmal                                  | Weitere Bilder     |
| Alter Markt 8 (Karte) | Wohnhaus                    |                                                                                            | 094 84011          | Baudenkmal                                  | Weitere Bilder     |
| Alter Markt 34 (Karte) | Schloss                     | Altes Schloß                                                                               | 094 84012          | Baudenkmal                                  | Weitere Bilder     |
| Am Bahnhof | Stellwerk                   | Stellwerk 2024 als Denkmal ausgewiesen                                                     | 094 19977          | Baudenkmal                                  |                    |
| Am Bahnhof 1, 1a Bahnhofseinfahrt Richtung Nordhausen (Karte) | Bahnbetriebswerk            | Bahnbetriebswerk Sangerhausen                                                              | 094 84033          | Baudenkmal                                  | BW                 |
| Am Brandrain, Riestedter Straße (Karte) | Badeanstalt                 | Stadtbad                                                                                   | 094 84034          | Baudenkmal                                  | BW                 |
| Am Brühl Südhang des Brühlbergs (Karte) | Wasserwerk                  |                                                                                            | 094 84035          | Baudenkmal                                  | BW                 |
| Am Friedhof (Karte) | Friedhof                    | Friedhof                                                                                   | 094 50472          | Baudenkmal                                  | BW                 |
| Am Friedhof, Friedhof | Kriegerdenkmal Sangerhausen | Kriegerdenkmal                                                                             | 094 50472 001      | Teilobjekt eines Baudenkmals                |                    |
| Am Friedhof, Friedhof | Grabmal                     | Grabmal                                                                                    | 094 50472 002      | Teilobjekt eines Baudenkmals                |                    |
| Am Friedhof, Friedhof | Grabmal                     | Grabmal                                                                                    | 094 50472 003      | Teilobjekt eines Baudenkmals                |                    |
| Am Friedhof, Friedhof | Grabmal                     | Grabmal                                                                                    | 094 50472 004      | Teilobjekt eines Baudenkmals                |                    |
| Am Friedhof, Friedhof | Grabmal                     | Grabmal                                                                                    | 094 50472 005      | Teilobjekt eines Baudenkmals                |                    |
| Am Friedhof, auf dem Friedhof | Grabmal                     | Grabmal                                                                                    | 094 50472 006      | Teilobjekt eines Baudenkmals                |                    |
| Am Friedhof, Friedhof | Grabmal                     | Grabmal                                                                                    | 094 50472 007      | Teilobjekt eines Baudenkmals                |                    |
| Am Friedhof, Friedhof | Grabmal                     | Grabmal                                                                                    | 094 50472 008      | Teilobjekt eines Baudenkmals                |                    |
| Am Friedhof, Friedhof | Denkmal                     | Denkmal                                                                                    | 094 50472 009      | Teilobjekt eines Baudenkmals - Kleindenkmal |                    |
| Am Friedhof, Friedhof | Feierhalle                  | Feierhalle                                                                                 | 094 50472 010      | Teilobjekt eines Baudenkmals                |                    |
| Am Friedhof, Friedhof (Karte) | Denkmal                     | Feuerwehrdenkmal                                                                           | 094 84306          | Baudenkmal                                  | Denkmal            |
| Am Friedhof, Friedhof (Karte) | Feierhalle                  |                                                                                            | 094 84315          | Baudenkmal                                  | Feierhalle         |
| Am Friedhof, Friedhof | Grabmal                     | Grabstätte Friedrich                                                                       | 094 50473          | Baudenkmal                                  |                    |
| Am Friedhof, Friedhof | Grabmal                     | Grabstätte Fam. Poessel                                                                    | 094 50474          | Baudenkmal                                  | Grabmal            |
| Am Friedhof, Friedhof | Grabmal                     | Grabstätte Bötticher/Crone                                                                 | 094 50475          | Baudenkmal                                  |                    |
| Am Friedhof, Friedhof | Grabmal                     | Grabstätte Stock                                                                           | 094 84308          | Baudenkmal                                  |                    |
| Am Friedhof, Friedhof | Grabmal                     | Grabstätte Rabe                                                                            | 094 84309          | Baudenkmal                                  |                    |
| Am Friedhof, Friedhof | Grabmal                     | Grabstätte Spengler                                                                        | 094 84310          | Baudenkmal                                  |                    |
| Am Friedhof, Friedhof | Grabmal                     | Grabstätte Schmidt                                                                         | 094 84311          | Baudenkmal                                  |                    |
| Am Friedhof, Friedhof | Kriegerdenkmal              |                                                                                            | 094 84307          | Baudenkmal                                  | Kriegerdenkmal     |
| Am Töpfersberg 5 (Karte) | Wohnhaus                    |                                                                                            | 094 84099          | Baudenkmal                                  | BW                 |
| An der Gonna 12, 14, 16, 18, 18a, 20, 22, 24, 26 (Karte) | Straßenzeile                |                                                                                            | 094 80933          | Denkmalbereich                              | Weitere Bilder     |
| An der Probstmühle (Karte) | Gedenkstein                 | Gedenkstein, am 25. April 2016 als Denkmal ausgewiesen                                     |                    | Kleindenkmal                                | Gedenkstein        |
| An der Probstmühle, Hüttenstraße (Karte) | Denkmal                     |                                                                                            | 094 84036          | Baudenkmal                                  | Denkmal            |
| An der Trillerei 2 (Karte) | Wohnhaus                    |                                                                                            | 094 84014          | Baudenkmal                                  | Weitere Bilder     |
| An der Trillerei 3 (Karte) | Ackerbürgerhof              |                                                                                            | 094 84015          | Baudenkmal                                  | Weitere Bilder     |
| An der Trillerei 4 (Karte) | Wohnhaus                    |                                                                                            | 094 84016          | Baudenkmal                                  | Weitere Bilder     |
| An der Trillerei 1, 2, 3, 4 (Karte) | Straßenzug                  |                                                                                            | 094 84013          | Denkmalbereich                              | Weitere Bilder     |
| Bahnhofstraße 13 (Karte) | Wohnhaus                    |                                                                                            | 094 81519          | Baudenkmal                                  | BW                 |
| Bahnhofstraße 31 (Karte) | Wohn- und Geschäftshaus     |                                                                                            | 094 84037          | Baudenkmal                                  | BW                 |
| Bahnhofstraße 33 (Karte) | Museum                      | Spengler-Museum                                                                            | 094 84038          | Baudenkmal                                  | Weitere Bilder     |
| Bahnhofstraße 33a (Karte) | Bahnhof                     |                                                                                            | 094 84055          | Baudenkmal                                  | Weitere Bilder     |
| Bahnhofstraße 40 (Karte) | Wohnhaus                    |                                                                                            | 094 84039          | Baudenkmal                                  | Wohnhaus           |
| Bahnhofstraße 44 (Karte) | Wohn- und Geschäftshaus     | Café Kolditz                                                                               | 094 84312          | Baudenkmal                                  | BW                 |
| Bahnhofstraße 9a (Karte) | Postamt                     |                                                                                            | 094 81520          | Baudenkmal                                  | BW                 |
| Bergstraße 3, 5, 7, 9, 11, 12, 13, 15, 17, 19, 21, 23, 25 (Karte) | Straßenzeile                |                                                                                            | 094 84040          | Baudenkmal                                  | BW                 |
| Borngasse 1, Salpetergasse 20 (Karte) | Wohnhaus                    |                                                                                            | 094 83581          | Baudenkmal                                  | BW                 |
| Borngasse 2 (Karte) | Schule                      | Thomas-Müntzer-Schule                                                                      | 094 83582          | Baudenkmal                                  | Weitere Bilder     |
| Dr. Wilhelm-Külz-Straße 26 (Karte) | Wohnhaus                    |                                                                                            | 094 84094          | Baudenkmal                                  | BW                 |
| Dr. Wilhelm-Külz-Straße 26, 34, 36, 38 (Karte) | Fabrik                      |                                                                                            | 094 30129          | Denkmalbereich                              | BW                 |
| Ernst-Thälmann-Straße 1 (Karte) | Wohnhaus                    |                                                                                            | 094 84101          | Baudenkmal                                  | BW                 |
| Ernst-Thälmann-Straße 9 (Karte) | Wohnhaus                    |                                                                                            | 094 84102          | Baudenkmal                                  | BW                 |
| Ewald-Gnau-Straße 1a (Karte) | Villa                       | Gerth’sche Villa                                                                           | 094 84042          | Baudenkmal                                  | BW                 |
| Friedrich-Engels-Straße 1, 2, 3, 4, 5, 6, 7, 8, 8, 9a, 9b, 9c, 9d, 10, 11, 12, 12a, 12b, 13, 14, 15, 16, 17, 18, 20, 22, 26, 28, 30, 32, Karl-Liebknecht-Straße 15, 18, 20, 22, 24, 30, 32, 38 (Karte)                          | Siedlung                    | Westsiedlung                                                                               | 094 84320          | Denkmalbereich                              | BW                 |
| Friedrich-Schmidt-Straße 5 (Karte) | Bauernhof                   |                                                                                            | 094 81541          | Baudenkmal                                  | BW                 |
| Friedrich-Schmidt-Straße 6 (Karte) | Wohnhaus                    |                                                                                            | 094 81542          | Baudenkmal                                  | BW                 |
| Friedrich-Schmidt-Straße 7 (Karte) | Scheune                     |                                                                                            | 094 81540          | Baudenkmal                                  | BW                 |
| Georgenpromenade 8 (Karte) | Villa                       |                                                                                            | 094 84103          | Baudenkmal                                  | BW                 |
| Göpenstraße 1, 2, 3, 4, 5, 6, 7, 8, 9, 10, 1, 12, 13, 14, 15, 16, 17, 18, 19, 20, 21, 22, 23, 24, 25, 26, 27, 28, 29, 30, 31, 32, 33, 34, 35, 37 (Karte)                                                                        | Straßenzug                  |                                                                                            | 094 84018          | Denkmalbereich                              | Weitere Bilder     |
| Göpenstraße 6 (Karte) | Wohnhaus                    |                                                                                            | 094 84019          | Baudenkmal                                  | Weitere Bilder     |
| Göpenstraße 8 (Karte) | Wohnhaus                    |                                                                                            | 094 84020          | Baudenkmal                                  | Weitere Bilder     |
| Göpenstraße 35 (Karte) | Bankgebäude                 | Stadtsparkasse, Entwurf Adolf Leipold                                                      | 094 84023          | Baudenkmal                                  | BW                 |
| Göpenstraße 37 (Karte) | Wohn- und Geschäftshaus     | „Ochsenpalast“                                                                             | 094 84024          | Baudenkmal                                  | Weitere Bilder     |
| Helmstal ca. 2,5 km nordwestlich der Stadt im Helmstal, Südhang (Karte) | Kirche                      | St. Katharinen                                                                             | 094 84047          | Baudenkmal                                  | BW                 |
| Helmstal 1 (Karte) | Bauernhof                   |                                                                                            | 094 84048          | Baudenkmal                                  | BW                 |
| Hinter der Ulrichkirche 2 (Karte) | Wohnhaus                    |                                                                                            | 094 84104          | Baudenkmal                                  | Weitere Bilder     |
| Hinter der Ulrichkirche 8 (Karte) | Wohnhaus                    |                                                                                            | 094 84106          | Baudenkmal                                  | Weitere Bilder     |
| Hinter der Ulrichkirche 12 (Karte) | Pfarrhaus                   |                                                                                            | 094 84107          | Baudenkmal                                  | Weitere Bilder     |
| Hospitalstraße 2 auf der sog. „Roseninsel“ (Karte) | Hospital                    | St. Gangloff                                                                               | 094 84049          | Baudenkmal                                  | Hospital           |
| Hospitalstraße 56 (Karte) | Wohnhaus                    | Spenglerhaus                                                                               | 094 84313          | Baudenkmal                                  | Wohnhaus           |
| Husarenpförtchen 3, Schloßgasse 1, 2, 2a, 3, 4, 6, 7, 8, 9, 11, 12, 13, 15, 17, 19, 21, 23 (Karte) | Straßenzug                  |                                                                                            | 094 84274          | Denkmalbereich                              | BW                 |
| Hüttenstraße 18 (Karte) | Bankgebäude                 |                                                                                            | 094 84052          | Baudenkmal                                  | BW                 |
| Hüttenstraße 24 (Karte) | Wohnhaus                    |                                                                                            | 094 84053          | Baudenkmal                                  | Wohnhaus           |
| Hüttenstraße 28 (Karte) | Wohnhaus                    |                                                                                            | 094 84054          | Baudenkmal                                  | BW                 |
| Hüttenstraße 43, 43a, 43b (Karte) | Siedlung                    |                                                                                            | 094 81527          | Baudenkmal                                  | BW                 |
| Hüttenstraße 89, 91, 93, 95, 97, 99, 101 (Karte) | Straßenzeile                |                                                                                            | 094 84050          | Denkmalbereich                              | BW                 |
| Jakobstraße 2 (Karte) | Wohnhaus                    |                                                                                            | 094 84109          | Baudenkmal                                  | BW                 |
| Jakobstraße 2, 4, 6, 8, 10, 12, 14, 16, 18, 20, 22, 24, 26 (Karte) | Straßenzeile                |                                                                                            | 094 84108          | Denkmalbereich                              | BW                 |
| Kaltenborner Weg | Transformatorenstation      |                                                                                            | 094 83400          | Baudenkmal                                  |                    |
| Karl-Miehe-Straße 31 (Karte) | Wohnhaus                    |                                                                                            | 094 84025          | Baudenkmal                                  | BW                 |
| Katharinenstraße 12, 14, 16, 18, 20, 22, 24 (Karte) | Straßenzeile                |                                                                                            | 094 84110          | Denkmalbereich                              | Straßenzeile       |
| Kirchberg 1, Ulrichstraße 19 (Karte) | Wohn- und Geschäftshaus     |                                                                                            | 094 84287          | Baudenkmal                                  | BW                 |
| Kirchberg 3 (Karte) | Brauhaus                    | Oberbrauhaus                                                                               | 094 84112          | Baudenkmal                                  | Weitere Bilder     |
| Kirchberg 11 (Karte) | Wohnhaus                    |                                                                                            | 094 84113          | Baudenkmal                                  | Weitere Bilder     |
| Kirchberg, Riestedter Straße (Karte) | Kirche St. Ulrici           | St. Ulrici                                                                                 | 094 84111          | Baudenkmal                                  | Weitere Bilder     |
| Kornmarkt (Karte) | Brunnen                     | Schöpfbrunnen                                                                              | 094 84062          | Baudenkmal                                  | Weitere Bilder     |
| Kornmarkt 1, 2, 3, 4, 5, 6, 7, 8, 9, 10 (Karte) | Platz                       |                                                                                            | 094 84026          | Denkmalbereich                              | Weitere Bilder     |
| Kornmarkt 1 (Karte) | Wohnhaus                    |                                                                                            | 094 84027          | Baudenkmal                                  | Weitere Bilder     |
| Kornmarkt 3 (Karte) | Apotheke                    |                                                                                            | 094 84028          | Baudenkmal                                  | Weitere Bilder     |
| Kornmarkt 5 (Karte) | Wohnhaus                    |                                                                                            | 094 84029          | Baudenkmal                                  | Weitere Bilder     |
| Kornmarkt 6 (Karte) | Wohnhaus                    |                                                                                            | 094 84030          | Baudenkmal                                  | Weitere Bilder     |
| Kornmarkt 8 (Karte) | Wohnhaus                    |                                                                                            | 094 84031          | Baudenkmal                                  | Weitere Bilder     |
| Kylische Straße 2, 3, 4, 5, 6, 7, 8, 9, 10, 11, 12, 13, 14, 15, 16, 17, 18, 19, 20, 21, 22, 23, 24, 25, 26, 27, 28, 29, 30, 31, 32, 33, 34, 35, 36, 37, 38, 39, 40, 41, 42, 43, 44, 45, 46, 47, 48, 50, 52, 54, 56, 58 (Karte)  | Straßenzug                  |                                                                                            | 094 84259          | Denkmalbereich                              | Weitere Bilder     |
| Kylische Straße 17 (Karte) | Wohnhaus                    | Reißner’sches Haus                                                                         | 094 84260          | Baudenkmal                                  | Weitere Bilder     |
| Kylische Straße 29 (Karte) | Marstall                    |                                                                                            | 094 84261          | Baudenkmal                                  | BW                 |
| Kylische Straße 37, Ecke Kylische Straße/Harz (Karte) | Ackerbürgerhof              |                                                                                            | 094 30618          | Baudenkmal                                  | BW                 |
| Kyselhäuser Straße ca. 50 m östlich des Hospitals St. Julian (Karte) | Bildstock                   |                                                                                            | 094 30012          | Baudenkmal                                  | BW                 |
| Kyselhäuser Straße ca. 2,5 km westlich der Stadt | Stollen                     | Segen-Gottes-Stollen                                                                       | 094 84060          | Baudenkmal                                  |                    |
| Kyselhäuser Straße ca. 2 km westlich vor der Stadt in einem Gartengrundstück | Taufstein                   |                                                                                            | 094 84061          | Baudenkmal                                  |                    |
| Kyselhäuser Straße 1 (Karte) | Gesellschaftshaus           | Freimaurerloge                                                                             | 094 84058          | Baudenkmal                                  | BW                 |
| Kyselhäuser Straße 2, Mühlgasse 1, 2, 3, 3a (Karte) | Hospital                    | St. Spiritus                                                                               | 094 84085          | Baudenkmal                                  | BW                 |
| Kyselhäuser Straße 8 (Karte) | Schule                      | Städtisches Gymnasium                                                                      | 094 84041          | Baudenkmal                                  | BW                 |
| Kyselhäuser Straße 73 ca. 1,5 km westlich der Stadt (Karte) | Hospital                    | St. Julian                                                                                 | 094 84059          | Baudenkmal                                  | BW                 |
| Ludwigstraße 8 (Karte) | Krankenhaus                 |                                                                                            | 094 81536          | Baudenkmal                                  | BW                 |
| Marienstraße (Karte) | Kirche                      | St. Marien                                                                                 | 094 84063          | Baudenkmal                                  | Weitere Bilder     |
| Marienstraße 2 (Karte) | Villa                       |                                                                                            | 094 30612          | Baudenkmal                                  | BW                 |
| Marienstraße 25, Mogkstraße 3, 4, 5, 6, 8, 9, 10, 11, 12, 13, 14, 16 (Karte) | Straßenzug                  |                                                                                            | 094 84262          | Denkmalbereich                              | BW                 |
| Markt (Karte) | Brunnen                     |                                                                                            | 094 84065          | Baudenkmal                                  | Brunnen            |
| Markt 1, 2, 3, 4, 5, 6, 7, 8, 9, 10, 11, 12, 13, 14, 15, 16, 17, 18, 19,21, 22, 23, 24, 25, 26, 28, 30 (Karte) | Platz                       |                                                                                            | 094 84064          | Denkmalbereich                              | Weitere Bilder     |
| Markt 1 (Karte) | Rathaus                     |                                                                                            | 094 30459          | Baudenkmal                                  | Weitere Bilder     |
| Markt 3 (Karte) | Schloss                     | Neues Schloß                                                                               | 094 84067          | Baudenkmal                                  | Weitere Bilder     |
| Markt 5 (Karte) | Wohnhaus                    | Grimmsches Haus                                                                            | 094 84068          | Baudenkmal                                  | Weitere Bilder     |
| Markt 6 (Karte) | Wohnhaus                    |                                                                                            | 094 84069          | Baudenkmal                                  | Weitere Bilder     |
| Markt 7 (Karte) | Wohnhaus                    |                                                                                            | 094 84070          | Baudenkmal                                  | Weitere Bilder     |
| Markt 8 (Karte) | Wohnhaus                    |                                                                                            | 094 84071          | Baudenkmal                                  | Weitere Bilder     |
| Markt 9 (Karte) | Wohnhaus                    |                                                                                            | 094 84072          | Baudenkmal                                  | Weitere Bilder     |
| Markt 10 (Karte) | Wohnhaus                    |                                                                                            | 094 84073          | Baudenkmal                                  | Weitere Bilder     |
| Markt 11 (Karte) | Wohnhaus                    |                                                                                            | 094 84074          | Baudenkmal                                  | Weitere Bilder     |
| Markt 12 (Karte) | Wohnhaus                    |                                                                                            | 094 84075          | Baudenkmal                                  | Weitere Bilder     |
| Markt 12 (Karte) | Wohnhaus                    |                                                                                            | 094 84076          | Baudenkmal                                  | BW                 |
| Markt 13 (Karte) | Wohnhaus                    |                                                                                            | 094 84077          | Baudenkmal                                  | Weitere Bilder     |
| Markt 14 (Karte) | Wohnhaus                    |                                                                                            | 094 84078          | Baudenkmal                                  | Weitere Bilder     |
| Markt 14 (Karte) | Wohnhaus                    |                                                                                            | 094 84079          | Baudenkmal                                  | BW                 |
| Markt 17 (Karte) | Wohnhaus                    |                                                                                            | 094 84081          | Baudenkmal                                  | Weitere Bilder     |
| Markt 18 (Karte) | Wohnhaus                    |                                                                                            | 094 84082          | Baudenkmal                                  | Weitere Bilder     |
| Markt 20 (Karte) | Kirche                      | Marktkirche St. Jakobi                                                                     | 094 30631          | Baudenkmal                                  | Weitere Bilder     |
| Markt 22 (Karte) | Pfarrhaus                   |                                                                                            | 094 84083          | Baudenkmal                                  | Weitere Bilder     |
| Markt 24 (Karte) | Wohnhaus                    | Mädchenschule                                                                              | 094 84084          | Baudenkmal                                  | Weitere Bilder     |
| Mogkstraße 13 (Karte) | Herz-Jesu-Kirche            | katholische Kirche, Patrozinium: Herz-Jesu, 1892/93 erbaut, Architekt Arnold Güldenpfennig | 094 84263          | Baudenkmal                                  | Weitere Bilder     |
| Mogkstraße 13 (Karte) | Pfarrhaus                   | katholisches Pfarrhaus, 1891/92 erbaut, Architekt Arnold Güldenpfennig                     | 094 84264          | Baudenkmal                                  | BW                 |
| Mühlendamm 1 (Karte) | Einfriedung                 | Schloßgartenmauer                                                                          | 094 84087          | Baudenkmal                                  | BW                 |
| Mühlendamm 28 (Karte) | Gartenhaus                  |                                                                                            | 094 84088          | Baudenkmal                                  | BW                 |
| Mühlgasse 1, 2, 3 Mühlgasse, Ecke Kyselhäuser Straße, in Umfassungsmauer eingefügt (Karte) | Sühnekreuz                  |                                                                                            | 094 84314          | Baudenkmal                                  | BW                 |
| Mühlgasse 1, 2, 3, 3a im Sockelbereich der Südwand des straßenseitigen Nebentraktes eingemauert (Karte) | Gedenkstein                 |                                                                                            | 094 84086          | Baudenkmal                                  | BW                 |
| Mühlgasse 29 (Karte) | Wohn- und Geschäftshaus     |                                                                                            | 094 81528          | Baudenkmal                                  | BW                 |
| Neuehäuser Straße 13, 15 (Karte) | Wohn- und Geschäftshaus     |                                                                                            | 094 84089          | Baudenkmal                                  | BW                 |
| Pfingstgrabenstraße 3, 10, Rudolf-Breitscheid-Straße 21 (Karte) | Straßenzeile                |                                                                                            | 094 84090          | Denkmalbereich                              | BW                 |
| Poetengang 4 (Karte) | Wohnhaus                    |                                                                                            | 094 84091          | Baudenkmal                                  | BW                 |
| Probstgasse 1 (Karte) | Gutshof                     | Morungshof                                                                                 | 094 30014          | Baudenkmal                                  | Gutshof            |
| Probstgasse 11, 13, 15 (Karte) | Häusergruppe                |                                                                                            | 094 84124          | Denkmalbereich                              | BW                 |
| Probstgasse 12 (Karte) | Wohnhaus                    |                                                                                            | 094 84120          | Baudenkmal                                  | BW                 |
| Riestedter Straße 14 (Karte) | Wohnhaus                    |                                                                                            | 094 84270          | Baudenkmal                                  | BW                 |
| Riestedter Straße 35 (Karte) | Villa                       |                                                                                            | 094 81523          | Baudenkmal                                  | BW                 |
| Riestedter Straße 1, 2, 3, 4, 5, 6, 7, 8, 9, 10, 11, 12, 13, 14, 15, 16, 17, 18, 19, 20, 21, 22, 23, 24, 25, 26, 27, 28, 29, 30, 31, 32, 33, 34, 35, 36, 38, 40 (Karte)                                                         | Straßenzug                  |                                                                                            | 094 84265          | Denkmalbereich                              | Weitere Bilder     |
| Riestedter Straße 1a (Karte) | Kaserne                     | Neue Wache                                                                                 | 094 84266          | Baudenkmal                                  | Weitere Bilder     |
| Riestedter Straße 8 (Karte) | Wohnhaus                    |                                                                                            | 094 84267          | Baudenkmal                                  | BW                 |
| Riestedter Straße 12 (Karte) | Wohnhaus                    |                                                                                            | 094 84268          | Baudenkmal                                  | BW                 |
| Riestedter Straße 13 (Karte) | Ackerbürgerhof              |                                                                                            | 094 84269          | Baudenkmal                                  | Weitere Bilder     |
| Riestedter Straße 17 (Karte) | Wohnhaus                    |                                                                                            | 094 84271          | Baudenkmal                                  | BW                 |
| Riestedter Straße 24 (Karte) | Wohnhaus                    | Günther’sches Wohnhaus                                                                     | 094 84272          | Baudenkmal                                  | Weitere Bilder     |
| Riestedter Straße 30 (Karte) | Verwaltungsgebäude          |                                                                                            | 094 81745          | Baudenkmal                                  | Weitere Bilder     |
| Rittergasse 1, 3, 5, 7, 9, 11, 13, 15, 17, 19, Speckswinkel 8 (Karte) | Straßenzeile                |                                                                                            | 094 84273          | Denkmalbereich                              | Straßenzeile       |
| Rudolf-Breitscheid-Straße 5 (Karte) | Wohnhaus                    |                                                                                            | 094 84092          | Baudenkmal                                  | Wohnhaus           |
| Rudolf-Breitscheid-Straße 20, 22 (Karte) | Verwaltungsgebäude          |                                                                                            | 094 84925          | Baudenkmal                                  | Verwaltungsgebäude |
| Schloßgasse 1 (Karte) | Wohnhaus                    |                                                                                            | 094 84275          | Baudenkmal                                  | Wohnhaus           |
| Schloßgasse 12 (Karte) | Wohnhaus                    |                                                                                            | 094 84276          | Baudenkmal                                  | BW                 |
| Schloßgasse 19 (Karte) | Wohnhaus                    |                                                                                            | 094 84277          | Baudenkmal                                  | BW                 |
| Schloßgasse 21 (Karte) | Wohnhaus                    |                                                                                            | 094 84278          | Baudenkmal                                  | BW                 |
| Schloßgasse 23 (Karte) | Wohnhaus                    |                                                                                            | 094 84279          | Baudenkmal                                  | BW                 |
| Schulgasse 2 (Karte) | Schule                      | Friedrich-Schmidt-Schule                                                                   | 094 84281          | Baudenkmal                                  | BW                 |
| Schulgasse 1, 2, 3, 4, 5, 6, 7, 8, 9, 10,12, 13, 14, 15 (Karte) | Straßenzug                  |                                                                                            | 094 84280          | Denkmalbereich                              | Straßenzug         |
| Schützenplatz in Grünanlage (Karte) | Bildstock                   |                                                                                            | 094 84093          | Baudenkmal                                  | Bildstock          |
| Seidenbeutel 3 (Karte) | Wohnhaus                    |                                                                                            | 094 84125          | Baudenkmal                                  | BW                 |
| Sperlingsberg 1, 2, 3, 3a, 3b, 3c, 4, 5, 6, 7, 8, 10, 12, 14, 16, 18, 20, 22 (Karte) | Straßenzug                  |                                                                                            | 094 84282          | Denkmalbereich                              | Straßenzug         |
| Steinberger Weg (Karte) | Park                        |                                                                                            | 094 84128          | Baudenkmal                                  | BW                 |
| Tennstedt 2 (Karte) | Villa                       |                                                                                            | 094 81524          | Baudenkmal                                  | BW                 |
| Ulrichstraße 1, 3, 5, 6, 7, 8, 9, 10, 11, 13, 15, 17, 18, 19, 20, 22, 24 (Karte) | Straßenzug                  |                                                                                            | 094 84283          | Denkmalbereich                              | Weitere Bilder     |
| Ulrichstraße (Karte) | Kriegerdenkmal              |                                                                                            | 094 30017          | Baudenkmal                                  | Weitere Bilder     |
| Ulrichstraße 18, 20 (Karte) | Keller                      | Trillerei                                                                                  | 094 84284          | Baudenkmal                                  | Weitere Bilder     |
| Ulrichstraße 22 (Karte) | Wohnhaus                    |                                                                                            | 094 84285          | Baudenkmal                                  | Weitere Bilder     |
| Ulrichstraße 24 (Karte) | Wohnhaus                    |                                                                                            | 094 81744          | Baudenkmal                                  | Weitere Bilder     |
| Voigtstedter Straße 6 (Karte) | Wohnhaus                    |                                                                                            | 094 84129          | Baudenkmal                                  | BW                 |
| Voigtstedter Straße 11 (Karte) | Wohnhaus                    |                                                                                            | 094 84131          | Baudenkmal                                  | BW                 |
| Voigtstedter Straße 6, 8, 10, 12 (Karte) | Straßenzeile                |                                                                                            | 094 84130          | Denkmalbereich                              | BW                 |
| Vorwerk 3, 4, 5, 6, 7, 8, 9, 11, 13 (Karte) | Platz                       |                                                                                            | 094 84132          | Denkmalbereich                              | Platz              |
| Wassertorstraße 1, 2, 3, 4, 5, 6, 7, 8, 9, 10, 12, 14 (Karte) | Straßenzug                  |                                                                                            | 094 84316          | Denkmalbereich                              | Weitere Bilder     |
| Wassertorstraße 3 (Karte) | Wohnhaus                    |                                                                                            | 094 84317          | Baudenkmal                                  | Weitere Bilder     |
| Wassertorstraße 8 (Karte) | Wohnhaus                    |                                                                                            | 094 84318          | Baudenkmal                                  | Weitere Bilder     |
| Wassertorstraße 10 (Karte) | Wohnhaus                    |                                                                                            | 094 84319          | Baudenkmal                                  | Weitere Bilder     |

### Breitenbach
| Lage                                              | Bezeichnung       | Beschreibung | Erfassungs- nummer | Ausweisungsart | Bild           |
| ------------------------------------------------- | ----------------- | ------------ | ------------------ | -------------- | -------------- |
| Vordere Dorfstraße (Karte)                        | Kirche St. Martin |              | 094 84218          | Baudenkmal     | Weitere Bilder |
| Vordere Dorfstraße südlich vor der Kirche (Karte) | Kriegerdenkmal    |              | 094 84217          | Baudenkmal     | BW             |
| Vordere Dorfstraße 49 (Karte)                     | Bauernhaus        |              | 094 84219          | Baudenkmal     | BW             |

### Gonna
| Lage                   | Bezeichnung | Beschreibung   | Erfassungs- nummer | Ausweisungsart | Bild           |
| ---------------------- | ----------- | -------------- | ------------------ | -------------- | -------------- |
| Hauptstraße (Karte)    | Kirche      | St. Margaretha | 094 84003          | Baudenkmal     | Weitere Bilder |
| Hauptstraße 2a (Karte) | Mühle       | Pulvermühle    | 094 04536          | Baudenkmal     | BW             |
| Hauptstraße 55 (Karte) | Mühle       | Hüttenmühle    | 094 05524          | Baudenkmal     | BW             |
| Linke Gasse 33 (Karte) | Pfarrhaus   |                | 094 05531          | Baudenkmal     | BW             |

### Grillenberg
| Lage                                                                          | Bezeichnung | Beschreibung                                                            | Erfassungs- nummer | Ausweisungsart | Bild           |
| ----------------------------------------------------------------------------- | ----------- | ----------------------------------------------------------------------- | ------------------ | -------------- | -------------- |
| westlich vor dem Ort                                                          | Damm        | Damm                                                                    | 094 80243          | Baudenkmal     |                |
| ca. 5 km nördlich der Ortslage, unweit der Straße nach Wippra (Karte)         | Forsthaus   | Brumbach                                                                | 094 80251          | Baudenkmal     | BW             |
| in einsamer Lage, ca. 3 km westlich der Ortslage (Karte)                      | Forsthof    | Wildenstall                                                             | 094 80249          | Baudenkmal     | Forsthof       |
| nördlich vorm Ort an der Straße nach Wippra (Karte)                           | Schloßteich | Kunstteich Ursprünglich zum Betrieb einer Eisenhütte aufgestauter Teich | 094 80246          | Baudenkmal     | Schloßteich    |
| ca. 3 km nördlich der Ortslage, zwischen Köhlerhütte und Pferdeköpfen (Karte) | Straße      | Straße Kohlenstraße                                                     | 094 80250          | Baudenkmal     | BW             |
| Hauptstraße in erhöhter Lage westlich oberhalb der Hauptstraße (Karte)        | St. Nikolai | Kirche                                                                  | 094 80242          | Baudenkmal     | Weitere Bilder |
| Hauptstraße 3 südlich, außerhalb der Ortslage (Karte)                         | Klipp-Mühle | Mühle                                                                   | 094 80210          | Baudenkmal     | Klipp-Mühle    |
| Hauptstraße 50 (Karte)                                                        | Bauernhof   | Bauernhof                                                               | 094 80245          | Baudenkmal     | BW             |
| Hauptstraße 59 (Karte)                                                        | Gasthof     | „Zur Grillenburg“                                                       | 094 80244          | Baudenkmal     | BW             |
| Hauptstraße 68 (Karte)                                                        | Bauernhof   | Bauernhof                                                               | 094 80240          | Baudenkmal     | BW             |
| Langes Tal 3 (Karte)                                                          | Bauernhof   | Bauernhof                                                               | 094 80241          | Baudenkmal     | BW             |

### Großleinungen
| Lage                                   | Bezeichnung          | Beschreibung                                       | Erfassungs- nummer | Ausweisungsart               | Bild           |
| -------------------------------------- | -------------------- | -------------------------------------------------- | ------------------ | ---------------------------- | -------------- |
| An der Leine 74 (Karte)                | Bauernhof            | heute Nr. 8                                        | 094 81016          | Baudenkmal                   | BW             |
| An der Leine 93 (Karte)                | Mühle                | heute Nr. 10                                       | 094 81015          | Baudenkmal                   | BW             |
| Bäckergasse 103, 108                   | Häusergruppe         |                                                    | 094 81013          | Denkmalbereich               |                |
| Dorfstraße 1 (Karte)                   | Rittergut            | Rittergut sogenannte Wasserburg, Lengefelderstr. 1 | 094 81017          | Baudenkmal                   | BW             |
| Meuselengefelder Straße 1              | Garten               | Garten                                             | 094 81017 001      | Teilobjekt eines Baudenkmals |                |
| Dorfstraße 116, 117                    | Häusergruppe         | Häusergruppe                                       | 094 81711          | Denkmalbereich               |                |
| Dorfstraße 120 (Karte)                 | Bauernhof            | Hauptstr. 22                                       | 094 81778          | Baudenkmal                   | BW             |
| Dorfstraße 22, 23, 106, 107            | Straßenzug           |                                                    | 094 81014          | Denkmalbereich               |                |
| Pfarrgasse 65 (Karte)                  | Pfarrhaus            | heute Nr. 3                                        | 094 81011          | Baudenkmal                   | BW             |
| Schulplatz (Karte)                     | Kirche St. Michaelis |                                                    | 094 81012          | Baudenkmal                   | Weitere Bilder |
| Schulplatz 108 (Karte)                 | Rathaus              | sog. Ratskeller, Hauptstr. 37                      | 094 81010          | Baudenkmal                   | Rathaus        |
| Schulplatz 24, 58, 59, 60, 108 (Karte) | Ortskern             |                                                    | 094 81009          | Denkmalbereich               | BW             |

### Horla
| Lage                                | Bezeichnung        | Beschreibung        | Erfassungs- nummer | Ausweisungsart | Bild |
| ----------------------------------- | ------------------ | ------------------- | ------------------ | -------------- | ---- |
| Dorfstraße (Karte)                  | Kirche St. Georgen | Kirchweg 2          | 094 83933          | Baudenkmal     | BW   |
| Dorfstraße auf dem Friedhof (Karte) | Kriegerdenkmal     | Wickeröder Weg      | 094 83932          | Baudenkmal     | BW   |
| Dorfstraße 6 (Karte)                | Bauernhof          | Wettelröder Str. 20 | 094 83930          | Baudenkmal     | BW   |
| Dorfstraße 7 (Karte)                | Gaststätte         | Wettelröder Str. 17 | 094 83931          | Baudenkmal     | BW   |

### Lengefeld
| Lage                                                   | Bezeichnung               | Beschreibung                       | Erfassungs- nummer | Ausweisungsart | Bild               |
| ------------------------------------------------------ | ------------------------- | ---------------------------------- | ------------------ | -------------- | ------------------ |
| Koordinaten fehlen! Hilf mit.                          | Halde                     | Halde 2021 als Denkmal ausgewiesen | 094 18851          | Baudenkmal     |                    |
| auf Anhöhe nordwestlich der Stadt Sangerhausen (Karte) | Aussichtsturm Moltkewarte |                                    | 094 84351          | Baudenkmal     | Weitere Bilder     |
| Hinter der Kirche (Karte)                              | Kirche St. Michael        |                                    | 094 81694          | Baudenkmal     | Kirche St. Michael |
| Hinter der Kirche 65 (Karte)                           | Pfarrhaus                 | heute N. 1                         | 094 81695          | Baudenkmal     | Weitere Bilder     |

### Morungen
| Lage                                                         | Bezeichnung        | Beschreibung              | Erfassungs- nummer | Ausweisungsart | Bild           |
| ------------------------------------------------------------ | ------------------ | ------------------------- | ------------------ | -------------- | -------------- |
| ca. 1,5 km nördlich auf dem Plateau des Hausberges (Karte)   | Burg               | Neu-Morungen              | 094 84922          | Baudenkmal     | Weitere Bilder |
| ca. 2 km nordwestlich auf einem Absatz des Bornbergs (Karte) | Burg               | Alt-Morungen              | 094 84923          | Baudenkmal     | Weitere Bilder |
| Am Kuhberg 62                                                | Wohnhaus           |                           | 094 81543          | Baudenkmal     |                |
| Dorfstraße (Karte)                                           | Kirche St. Nicolai |                           | 094 83736          | Baudenkmal     | Weitere Bilder |
| Dorfstraße (Karte)                                           | Schloss            | Neues Schloß, Mohrungen 1 | 094 81544          | Baudenkmal     | Weitere Bilder |
| Dorfstraße 6 (Karte)                                         | Wohnhaus           | Mohrungen 55              | 094 83737          | Baudenkmal     | BW             |
| Dorfstraße 7 (Karte)                                         | Schloss            | Altes Schloß              | 094 83738          | Baudenkmal     | BW             |
| Dorfstraße 9 (Karte)                                         | Wohnhaus           |                           | 094 83739          | Baudenkmal     | BW             |
| Dorfstraße 14 (Karte)                                        | Wohnhaus           | Mohrungen 12              | 094 83740          | Baudenkmal     | BW             |

### Neuhaus
| Lage               | Bezeichnung | Beschreibung                                 | Erfassungs- nummer | Ausweisungsart | Bild |
| ------------------ | ----------- | -------------------------------------------- | ------------------ | -------------- | ---- |
| (Karte)            | Schloss     | Burg Eberstein                               | 094 84386          | Baudenkmal     | BW   |
| Dorfstraße (Karte) | Grenzstein  | östl. des Ortes, Abzweigung nach Breitenbach | 094 83934          | Baudenkmal     | BW   |

### Oberröblingen
| Lage                                                             | Bezeichnung        | Beschreibung                                       | Erfassungs- nummer | Ausweisungsart | Bild           |
| ---------------------------------------------------------------- | ------------------ | -------------------------------------------------- | ------------------ | -------------- | -------------- |
| Parkweg (Karte)                                                  | Park               | Rittergutspark, westlich des einstigen Rittergutes | 094 83571          | Denkmalbereich | BW             |
| (Karte)                                                          | Kloster            | Kloster Rohrbach                                   | 094 83567          | Baudenkmal     | BW             |
| südlich des Ortes in unmittelbarer Nähe des Sportplatzes (Karte) | Gedenkstein        | Schäferkreuz                                       | 094 30589          | Kleindenkmal   | BW             |
| Am Ratskeller 1 (Karte)                                          | Bauernstein        |                                                    | 094 83560          | Kleindenkmal   | Bauernstein    |
| Am Ratskeller 5, 6, 7 (Karte)                                    | Platz              |                                                    | 094 83561          | Denkmalbereich | BW             |
| Hauptstraße (Karte)                                              | Burg               | Schlößchen, Parkweg 3                              | 094 83563          | Baudenkmal     | BW             |
| Hauptstraße 40 (Karte)                                           | Toranlage          |                                                    | 094 83564          | Baudenkmal     | BW             |
| Hauptstraße 58 (Karte)                                           | Mühle              | Rittergutsmühle, Mühlenstr. 14                     | 094 83565          | Baudenkmal     | Mühle          |
| Hauptstraße 63 (Karte)                                           | Rathaus            | Ratskeller                                         | 094 83566          | Baudenkmal     | BW             |
| Hauptstraße x (Karte)                                            | Rittergut          | Adresse: Im Rittergut                              | 094 83562          | Baudenkmal     | BW             |
| Kirchstraße (Karte)                                              | Kirche St. Andreas |                                                    | 094 83569          | Baudenkmal     | Weitere Bilder |
| Kirchstraße 13 (Karte)                                           | Forstamt           |                                                    | 094 83570          | Baudenkmal     | BW             |
| Kirchstraße 3, 5, 7, 8, 9, 10, 11, 12, 13, 15 (Karte)            | Straßenzug         |                                                    | 094 83568          | Denkmalbereich | BW             |

### Obersdorf
| Lage                                                                         | Bezeichnung | Beschreibung                                            | Erfassungs- nummer | Ausweisungsart | Bild           |
| ---------------------------------------------------------------------------- | ----------- | ------------------------------------------------------- | ------------------ | -------------- | -------------- |
| östlich der Ortslage Grillenberg auf Bergsporn (Karte)                       | Burg        | Grillenburg, eigentlich Ortslage Grillenberg            | 094 80247          | Baudenkmal     | Weitere Bilder |
| va. 2 km nördlich der ehem. Försterei Zollhaus, am Südhang des Hagenbachtals | Gedenkstein | Köhlerkreuz                                             | 094 80252          | Kleindenkmal   |                |
| Pölsfelder Straße 3 (Karte)                                                  | Gasthof     | Ehemaliger Gasthof, zuletzt Einzelhandelsverkaufsstelle | 094 83948          | Baudenkmal     | Gasthof        |
| Hüttenplatz                                                                  | Gutshaus    |                                                         | 094 83949          | Baudenkmal     |                |
| Karl-Marx-Straße (Karte)                                                     | Kirche      | jetzt Gonnatalstraße ?, Bauernstein daneben             | 094 83943          | Baudenkmal     | Weitere Bilder |
| Karl-Marx-Straße 2 (Karte)                                                   | Bauernhof   | Gonnatalstraße 3                                        | 094 83950          | Baudenkmal     | BW             |

### Riestedt
| Lage                                       | Bezeichnung    | Beschreibung                                 | Erfassungs- nummer | Ausweisungsart | Bild           |
| ------------------------------------------ | -------------- | -------------------------------------------- | ------------------ | -------------- | -------------- |
| Koordinaten fehlen! Hilf mit.              | Stellwerk      | Stellwerk 2024 als Denkmal ausgewiesen       | 094 19975          | Baudenkmal     |                |
| Alte Hauptstraße                           | Stellwerk      | Stellwerk 2024 als Denkmal ausgewiesen       | 094 19976          | Baudenkmal     |                |
| An der Schenke 6 (Karte)                   | Wohnhaus       | Mansfelder Str. 65                           | 094 80280          | Baudenkmal     | BW             |
| Bahnhofstraße 29 (Karte)                   | Bahnhof        | Bahnhof Riestedt, ca. 2 km südlich des Ortes | 094 80288          | Baudenkmal     | Weitere Bilder |
| Bahnhofstraße 6 Garten (Karte)             | Gedenkstein    | im Garten hinterm Haus                       | 094 80287          | Kleindenkmal   | BW             |
| Ellenbogengasse 4 (Karte)                  | Wohnhaus       |                                              | 094 80282          | Baudenkmal     | BW             |
| Eselsgasse 8 (Karte)                       | Wohnhaus       | Schulstraße 8                                | 094 80259          | Baudenkmal     | BW             |
| Hauptstraße 2 (Karte)                      | Mühle          | Ölmühle, Alte Hauptstraße 2                  | 094 80285          | Baudenkmal     | BW             |
| Hauptstraße 36 (Karte)                     | Taubenturm     | Alte Hauptstraße 36                          | 094 84355          | Baudenkmal     | BW             |
| Kirchplatz (Karte)                         | Kirche         | St. Wigberti                                 | 094 80284          | Baudenkmal     | Weitere Bilder |
| Lindenstraße 1 (Karte)                     | Gasthof        | „Brunnenschlösschen“, Lindenallee            | 094 80257          | Baudenkmal     | BW             |
| Linderungsgasse 30 (Karte)                 | Bauernhof      | Schulstraße 46A                              | 094 80272          | Baudenkmal     | BW             |
| Magdeburger Straße 15 (Karte)              | Bauernhof      |                                              | 094 80258          | Baudenkmal     | BW             |
| Mansfelder Straße auf dem Friedhof (Karte) | Feierhalle     |                                              | 094 80255          | Baudenkmal     | Feierhalle     |
| Mansfelder Straße auf dem Friedhof (Karte) | Kriegerdenkmal |                                              | 094 80253          | Baudenkmal     | Kriegerdenkmal |
| Mansfelder Straße auf dem Friedhof (Karte) | Kriegerdenkmal |                                              | 094 80254          | Baudenkmal     | BW             |
| Mansfelder Straße auf dem Friedhof (Karte) | Grabmal        | Grabmal Wagner                               | 094 80256          | Kleindenkmal   | BW             |
| Mansfelder Straße 9 (Karte)                | Wohnhaus       |                                              | 094 80275          | Baudenkmal     | Wohnhaus       |
| Mansfelder Straße 21,22 (Karte)            | Häusergruppe   |                                              | 094 80283          | Denkmalbereich | Häusergruppe   |
| Mansfelder Straße 41 (Karte)               | Rathaus        | Ratskeller                                   | 094 80277          | Baudenkmal     | Rathaus        |
| Mühlengasse 22 (Karte)                     | Burg           | „Schlößchen“, Mühlweg 22                     | 094 80286          | Baudenkmal     | BW             |
| Pfarrgasse 18 (Karte)                      | Pfarrhaus      | Mansfelder Str.18                            | 094 80281          | Baudenkmal     | BW             |
| Schulstraße 17 (Karte)                     | Bauernhof      | 2 Gebäude                                    | 094 80260          | Baudenkmal     | BW             |

### Rotha
| Lage                                | Bezeichnung    | Beschreibung        | Erfassungs- nummer | Ausweisungsart | Bild           |
| ----------------------------------- | -------------- | ------------------- | ------------------ | -------------- | -------------- |
| Bergstraße auf dem Friedhof (Karte) | Kriegerdenkmal |                     | 094 84365          | Baudenkmal     | BW             |
| Oberdorf (Karte)                    | Kirche         | St. Nicolai         | 094 84356          | Baudenkmal     | Weitere Bilder |
| Oberdorf 34 (Karte)                 | Bauernhof      | Rothaer Oberdorf 22 | 094 84359          | Baudenkmal     | BW             |

### Wettelrode
(Achtung: Straßennamen und Hausnummern sind größtenteils nicht mehr aktuell!)

| Lage                                          | Bezeichnung                      | Beschreibung                                                                       | Erfassungs- nummer | Ausweisungsart | Bild                             |
| --------------------------------------------- | -------------------------------- | ---------------------------------------------------------------------------------- | ------------------ | -------------- | -------------------------------- |
| Am Lindenplatz 10 (Karte)                     | Dorfgemeinschaftshaus Wettelrode | Gasthof ehemaliger Gasthof, jetzt Dorfgemeinschaftshaus, vormals Am Lindenplatz 39 | 094 83339          | Baudenkmal     | Dorfgemeinschaftshaus Wettelrode |
| Am Lindenplatz 56 (Karte)                     | Wohnhaus                         | Wohnhaus Am Lindenplatz 8                                                          | 094 83340          | Baudenkmal     | BW                               |
| Am Lindenplatz 57 (Karte)                     | Scheune                          | Scheune schräg hinter ID 094 83340, Giebelseite zur Straße „Am Brunnen“            | 094 83341          | Baudenkmal     | BW                               |
| Grillenberger Höhe 83 (Karte)                 | Bauernhof                        | Bauernhof Grillenberger Höhe 9, Haupt- und kleines Nebengebäude                    | 094 83342          | Baudenkmal     | BW                               |
| Hauptstraße 1, 2, 4, 52, 137, Schenkstraße 47 | Platz                            | Platz                                                                              | 094 83343          | Denkmalbereich |                                  |
| Hauptstraße 125                               | Scheune                          | Scheune                                                                            | 094 83350          | Baudenkmal     |                                  |
| Hauptstraße 54 (Karte)                        | Scheune                          | Scheune Sohlweg, gegenüber Sohlweg 22                                              | 094 83345          | Baudenkmal     | BW                               |
| Hauptstraße 59                                | Gemeindehaus                     | Gemeindehaus Am Lindenplatz 39 (?)                                                 | 094 83347          | Baudenkmal     |                                  |
| Hauptstraße 60 (Karte)                        | Scheune                          | Scheune Sohlweg 7                                                                  | 094 83348          | Baudenkmal     | BW                               |
| Hauptstraße 9, 91, 108 (Karte)                | Bauernhof                        | Bauernhof Sohlweg 16,18                                                            | 094 83346          | Denkmalbereich | BW                               |
| Hauptstraße Schulstraße (Karte)               | Evangelische Kirche              | Kirche zwischen Sohlweg, Am Lindenplatz und Am Brunnen gelegen                     | 094 83349          | Baudenkmal     | Evangelische Kirche              |
| Lehde 80 (Karte)                              | Bauernhof                        | Bauernhof Lehde 12                                                                 | 094 83351          | Baudenkmal     | BW                               |
| Morunger Straße 18 (Karte)                    | Wohnhaus                         | Wohnhaus Am Lengenfelder Berg 2                                                    | 094 83352          | Baudenkmal     | BW                               |
| Schachtberg 86 (Karte)                        | Bauernhof                        | Bauernhof Am Lindenplatz 19, Schachtberg                                           | 094 83353          | Baudenkmal     | BW                               |
| Schachtstraße (Karte)                         | Röhrigschacht                    | Bergwerk Röhrig-Schacht, Lehde 17                                                  | 094 83357          | Baudenkmal     | Weitere Bilder                   |
| Schachtstraße 130                             | Wohnhaus                         | Wohnhaus                                                                           | 094 83356          | Baudenkmal     |                                  |
| Schulstraße 63                                | Scheune                          | Scheune                                                                            | 094 83355          | Baudenkmal     |                                  |
| Sohlweg 31                                    | Wohnhaus                         | Wohnhaus vormals Hauptstraße 139                                                   | 094 83344          | Baudenkmal     | Wohnhaus                         |

### Wippra
| Lage | Bezeichnung                                   | Beschreibung                                                 | Erfassungs- nummer | Ausweisungsart | Bild                                          |
| --- | --------------------------------------------- | ------------------------------------------------------------ | ------------------ | -------------- | --------------------------------------------- |
| westlich von Wippra an der Ostflanke des Eichberges, im Wald oberhalb einer Quelle, ca. 1060 m Westnordwest von der Einmündung der Schmalen Wipper in die Wipper entfernt                                                                                  | Gedenkstein                                   | Gedenkstein Henneckes Ruh                                    | 094 65641          | Baudenkmal     |                                               |
| Wippraer Bahnhofsstraße (Karte) | Lager                                         | Kohlenbansen, nördlich des Bahnhofs                          | 094 65240          | Baudenkmal     | BW                                            |
| Anger, gegenüber Wippraer Bahnhofstr. 4 (Karte) | Denkmal für die Gefallenen des 2. Weltkrieges | Kriegerdenkmal, am 18. Dezember 2015 als Denkmal ausgewiesen |                    | Kleindenkmal   | Denkmal für die Gefallenen des 2. Weltkrieges |
| Anger 1 (Karte) | Bäckerei                                      | Bäckerei Ulle                                                | 094 65202          | Baudenkmal     | BW                                            |
| Anger 3 (Karte) | Ehemalige Schule                              | Angerschule, heute Stadtverwaltung                           | 094 65203          | Baudenkmal     | Ehemalige Schule                              |
| Anger 8 (Karte) | Gasthof                                       | Wippraer Hof                                                 | 094 65205          | Baudenkmal     | BW                                            |
| Anger 1, 2, 6, 7, 8, 9, 18, 19, 20, 21, Bahnhofstraße 3, 7, 9, 11, 13, 15 (Karte) | Anger                                         |                                                              | 094 65201          | Denkmalbereich | Anger                                         |
| Badergasse 2, Bottchenbachstraße 1, 2, 3, 4, 5, 6, 7, 8, 9, 10, 11, 12, 13, Fleckstraße 1, 2, 3, 4, 6, 7, 8, 9, 10, 11, 12, 13, 14, 15, 16, 17, 18, 19, 20, 21, 22, 23, 24, 25, 26, 27, 28, 29, 30, 31, 32, 33, 35, 37, Güntergasse 1, Promenade 1 (Karte) | Straßenzug                                    |                                                              | 094 65213          | Denkmalbereich | Straßenzug                                    |
| Bornholz 1 (Karte) | Wohnhaus                                      | längs zur Wippraer Bahnhofstraße Ecke Bornholz               | 094 65206          | Baudenkmal     | BW                                            |
| Bottchenbachstraße 1 (Karte) | Brauerei                                      |                                                              | 094 65212          | Baudenkmal     | Brauerei                                      |
| Bottchenbachstraße 2 (Karte) | Wohnhaus                                      |                                                              | 094 65222          | Baudenkmal     | BW                                            |
| Bottchenbachstraße 12 (Karte) | Postamt                                       | Kaiserliches Postamt Wippra                                  | 094 65221          | Baudenkmal     | BW                                            |
| Bottchenbachstraße 27 (Karte) | Schule                                        |                                                              | 094 18760          | Baudenkmal     | BW                                            |
| Bottchenbachstraße 51 (Karte) | Wohnhaus                                      | Lieseberg 51                                                 | 094 65211          | Baudenkmal     | BW                                            |
| Bottchenbachstraße 53 (Karte) | Wohnhaus                                      | Nähe „Lieseberg“, Nr. 33 (?)                                 | 107 40018          | Baudenkmal     | BW                                            |
| Bottchenbachstraße 62 (Karte) | Krankenhaus                                   |                                                              | 094 65238          | Baudenkmal     | BW                                            |
| Fleckstraße (Karte) | Kirche Sankt Marien                           |                                                              | 094 65225          | Baudenkmal     | Weitere Bilder                                |
| Fleckstraße 2 (Karte) | Wohnhaus                                      | unmittelbar neben dem Postamt                                | 094 65220          | Baudenkmal     | BW                                            |
| Fleckstraße 3 (Karte) | Schule                                        | Knabenschule                                                 | 094 65214          | Baudenkmal     | Schule                                        |
| Fleckstraße 10 (Karte) | Wohnhaus                                      |                                                              | 094 65219          | Baudenkmal     | BW                                            |
| Fleckstraße 14 (Karte) | Pfarrhaus                                     |                                                              | 094 66048          | Baudenkmal     | Weitere Bilder                                |
| Fleckstraße 18 (Karte) | Wohnhaus                                      |                                                              | 094 65218          | Baudenkmal     | BW                                            |
| Fleckstraße 24 (Karte) | Wohnhaus                                      | Fleckstraße 21 (?)                                           | 094 65217          | Baudenkmal     | BW                                            |
| Fleckstraße 24 (Karte) | Wohnhaus                                      |                                                              | 094 66047          | Baudenkmal     | BW                                            |
| Fleckstraße 26 (Karte) | Bauernhof                                     | Fleckstraße 33                                               | 094 65216          | Baudenkmal     | BW                                            |
| Fleckstraße 7, 9 (Karte) | Pfarrhof                                      |                                                              | 094 65215          | Baudenkmal     | Pfarrhof                                      |
| Mansfelder Weg 10 Gabelung Mansfelder Weg, Nr. 4 gegenüber, Hanglage (Karte) | Wohnhaus                                      |                                                              | 094 65210          | Baudenkmal     | BW                                            |
| Mühlenstraße 52 oberhalb des Sportplatzes (Karte) | Wasserhaltung                                 | Mühlengehöft Königsmühle                                     | 107 40093          | Baudenkmal     | BW                                            |
| Poststraße | Waage                                         |                                                              | 094 65236          | Baudenkmal     |                                               |
| Poststraße 2 (Karte) | Gasthof                                       | Schieferhaus, Vierseitenhof                                  | 094 65235          | Baudenkmal     | Weitere Bilder                                |
| Poststraße 5 (Karte) | Bauernhof                                     | 2 Gebäude                                                    | 094 65227          | Baudenkmal     | BW                                            |
| Poststraße 6 (Karte) | Bauernhof                                     | Poststraße 51 (?), 3 Gebäude                                 | 094 65234          | Baudenkmal     | BW                                            |
| Poststraße 8 (Karte) | Wohnhaus                                      | 3 Gebäude, Eckbebauung zum Weg am Mühlgraben                 | 094 65233          | Baudenkmal     | Wohnhaus                                      |
| Poststraße 14 (Karte) | Postamt                                       |                                                              | 094 65232          | Baudenkmal     | BW                                            |
| Poststraße 27 hinter Poststraße am Hang (Hohler Graben) (Karte) | Villa                                         | Poststraße 26 (?)                                            | 094 65228          | Baudenkmal     | BW                                            |
| Poststraße 33 (Karte) | Forsthaus                                     | Poststraße 16 (?)                                            | 094 65229          | Baudenkmal     | BW                                            |
| Poststraße 6, 8, 10, 12, 16, 20, 22, 24, 26, 28, 30, 32, 34, 36, 38, 40, 42, 44, 46, 48, 50, 52, 54, 56, 58, 60, 62, 64, Schieferplatz (Karte) | Straßenzeile                                  |                                                              | 094 65231          | Denkmalbereich | BW                                            |
| Promenade 1 (Karte) | Wohnhaus                                      |                                                              | 094 65223          | Baudenkmal     | BW                                            |
| Raakenbeckweg 2 (Karte) | Villa                                         |                                                              | 094 65226          | Baudenkmal     | BW                                            |
| Südstraße 23 (Karte) | Wohnhaus                                      | Hubertusweg, Nähe Schanzenweg                                | 094 65237          | Baudenkmal     | BW                                            |
| Waldstraße 12 (Karte) | Villa                                         |                                                              | 107 40017          | Baudenkmal     | BW                                            |
| Wippertal 1 (Karte) | Villa                                         |                                                              | 094 65230          | Baudenkmal     | BW                                            |
| Wippraer Bahnhofstraße 2, 4 (Karte) | Häusergruppe                                  |                                                              | 094 65208          | Denkmalbereich | BW                                            |
| Wippraer Bahnhofstraße 24 (Karte) | Wohnhaus                                      | evtl. Nr. 31 (?)                                             | 094 65207          | Baudenkmal     | BW                                            |
| Wippraer Bahnhofstraße 50 (Karte) | Bahnhof                                       | Bahnhof Wippra                                               | 094 65209          | Baudenkmal     | Weitere Bilder                                |

### Wolfsberg
(Achtung: Die Straßennamen und Hausnummern sind nicht aktuell!)

| Lage                                                               | Bezeichnung        | Beschreibung                               | Erfassungs- nummer | Ausweisungsart | Bild           |
| ------------------------------------------------------------------ | ------------------ | ------------------------------------------ | ------------------ | -------------- | -------------- |
| im Tal der Wipper ca. 3,5 km west-südwestlich der Ortslage (Karte) | Mühle              | Untermühle                                 | 094 84385          | Baudenkmal     | BW             |
| Dorfstraße (Karte)                                                 | Kirche St. Nikolai | Wolfsberger Gänseberg 6                    | 094 84379          | Baudenkmal     | Weitere Bilder |
| Wolfsberger Gänseberg 6 (Karte)                                    | Kriegerdenkmal     | 15 m nördlich der Kirche in der Grünanlage | 094 84378          | Baudenkmal     | BW             |
| Dorfstraße 2 (Karte)                                               | Wohnhaus           | Wolfsberger Str. 42                        | 094 84380          | Baudenkmal     | BW             |
| Dorfstraße 19 (Karte)                                              | Mühle              | Obermühle, Wolfsberger Str. 1              | 094 84381          | Baudenkmal     | BW             |
| Dorfstraße 23 (Karte)                                              | Bauernhof          | Wolfsberger Gänseberg 2                    | 094 84383          | Baudenkmal     | BW             |
| Dorfstraße 56 (Karte)                                              | Pfarrhaus          | Wolfsberger Pfarre 4                       | 094 84384          | Baudenkmal     | BW             |

## Ehemalige Kulturdenkmale nach Ortsteilen
Die nachfolgenden Objekte waren ursprünglich ebenfalls denkmalgeschützt oder wurden in der Literatur als Kulturdenkmale geführt. Die Denkmale bestehen heute jedoch nicht mehr, ihre Unterschutzstellung wurde aufgehoben oder sie werden nicht mehr als Denkmale betrachtet. Mitunter sind Einzelobjekte aber noch immer Bestandteil eines geschützten Denkmalbereichs.

### Wippra
| Lage                   | Bezeichnung | Beschreibung | Erfassungs- nummer | Ausweisungsart | Bild |
| ---------------------- | ----------- | ------------ | ------------------ | -------------- | ---- |
| westlich der Talsperre | Wohnhaus    |              | 094 65239          |                |      |
| Anger 7 (Karte)        | Wohnhaus    |              | 094 65204          |                | BW   |

## Legende
In den Spalten befinden sich folgende Informationen:
- Lage: Nennt den Straßennamen und wenn vorhanden die Hausnummer des Kulturdenkmals. Die Grundsortierung der Liste erfolgt nach dieser Adresse. Der Link „Karte“ führt zu verschiedenen Kartendarstellungen und nennt die geographischen Koordinaten.
Link zu einem Kartenansichtstool, um Koordinaten zu setzen. In der Kartenansicht sind Baudenkmale ohne Koordinaten mit einem roten bzw. orangen Marker dargestellt und können in der Karte gesetzt werden. Baudenkmale ohne Bild sind mit einem blauen bzw. roten Marker gekennzeichnet, Baudenkmale mit Bild mit einem grünen bzw. orangen Marker.
- Offizielle Bezeichnung: Nennt den Namen, die Bezeichnung oder zumindest die Art des Kulturdenkmals und verlinkt, soweit vorhanden, auf den Artikel zum Objekt.
- Beschreibung: Nennt bauliche und geschichtliche Einzelheiten des Kulturdenkmals, vorzugsweise die Denkmaleigenschaften.
- Erfassungsnummer: Für jedes Kulturdenkmal wird in Sachsen-Anhalt eine 20stellige Erfassungsnummer vergeben. Die letzten zwölf Ziffern werden für die Untergliederung nach Teilobjekten genutzt und werden nur angegeben, soweit vergeben. In dieser Spalte kann sich folgendes Icon  befinden, dies führt zu Angaben zu diesem Baudenkmal bei Wikidata.
- Ausweisungsart: Die Einordnung des Denkmales nach § 2 Abs. 2 DenkmSchG LSA
- Bild: Ein Bild des Denkmales, und gegebenenfalls einen Link zu weiteren Fotos des Kulturdenkmals im Medienarchiv Wikimedia Commons. Wenn man auf das Kamerasymbol klickt, können Fotos zu Kulturdenkmalen aus dieser Liste hochgeladen werden: